# ウラッハ家
ウラッハ家は1867年に始まるヴュルテンベルク家の分家である。ヴュルテンベルク家はヨーロッパの王家かつヴュルテンベルク出身のドイツの王朝であり、1000年近くに渡って存続している。ウラッハ家は1918年7月11日から11月2日まで、かつてのリトアニア大公国であったリトアニア王国を統治していた。

## 起源
ウラッハ家の前身であるヴュルテンベルク家は最近の研究によると恐らくは中世盛期に4人の神聖ローマ皇帝を輩出したザーリアー朝 (一族の起源がフランケン大公であったことからフランケン朝とも、1024年 -1125年)の近縁であった。
1080年頃、現ヴュルテンベルク（当時は、“ヴィルテンベルク”と呼ばれていた）はシュトゥットガルト地帯に定住した。コンラート・フォン・ヴュルテンベルクはボイテルスバッハ家の相続人となってヴュルテンベルク（当時はヴィルテンベルク）城を建てた。1089年頃には神聖ローマ皇帝によってヴュルテンベルク伯となっている。その領域は当初は居城の近隣周縁のみであったものの、主に零落したテュービンゲンの家門等から領域を獲得することによって着実に増やしていった。
1495年のヴォルムス帝国議会でヴュルテンベルク伯エーバーハルト5世はローマ王（後の神聖ローマ皇帝）マクシミリアン1世によってヴュルテンベルク公に昇格し、画して待遇が諸侯から公になったことと合せてヴュルテンベルク公国が樹立された。
1534年と1537年の間にウルリヒは宗教改革を導入して公国はプロテスタント国家となり、合わせてウルリヒは地方のプロテスタント教会の指導者となった。18世紀にプロテスタント系は断絶してカトリック教会の支配者であるカール・アレクサンダーが家の当主を継承した。カトリックの王家が存在したにも係わらず、プロテスタントは、ヴュルテンベルクの貴族から構成される信徒代表委員会にて信仰を承認してもらうことで仕えた。フリードリヒ2世オイゲンが即位した1797年以降、王家は再びプロテスタントとなった。
新たなるヴュルテンベルク公国は、創立された1495年から1806年まで神聖ローマ帝国の一員であった。公国が4世紀近く生き残ったのは、直ぐ近くの隣国よりも大きかったというその大きさが主な理由である。宗教改革の期間中、ヴュルテンベルク公国は帝国の一員として生き残っていくのに神聖ローマ皇帝からの多大な圧力下になった。
17世紀から18世紀の間、ヴュルテンベルク公国は度重なるフランスの侵略に抵抗した。公国は、ブルボン家とハプスブルク家の長きに渡る抗争に従事していたフランス・オーストリア両軍の直接の通路であった。 1803年にナポレオン・ボナパルトは、ヴュルテンベルク公国を神聖ローマ帝国の一部としてのヴュルテンベルク選帝侯国に昇格させ、1806年に神聖ローマ帝国を滅ぼし、その統治期間中の政治的激変に伴い、ナポレオンの同盟国であったヴュルテンベルク公国はヴュルテンベルク王国の地位に昇格された。
ヴュルテンベルク王国は1813年までライン同盟の一員として奉仕し、4代の王、即ち、初代フリードリヒ1世(1806年–1816年)、2代ヴィルヘルム1世(1816年– 1864年)、3代カール1世( 1864年– 1891年)、4代ヴィルヘルム2世( 1891年– 1918年)によって支配された。
1828年にヴィルヘルム2世は新しい家内法を採用し、専ら男系による長子相続及び婚姻を同等の地位の者に制限することをも含む一族の支配者の権利と義務が確立された。
同年、国王ヴィルヘルム1世の叔父にあたるヴィルヘルム・フォン・ヴュルテンベルクは、1801年のヴィルヘルミーネ・フォン・トゥンダーフェルト＝ローディス男爵夫人との貴賤結婚によって自身の王位継承を放棄した。

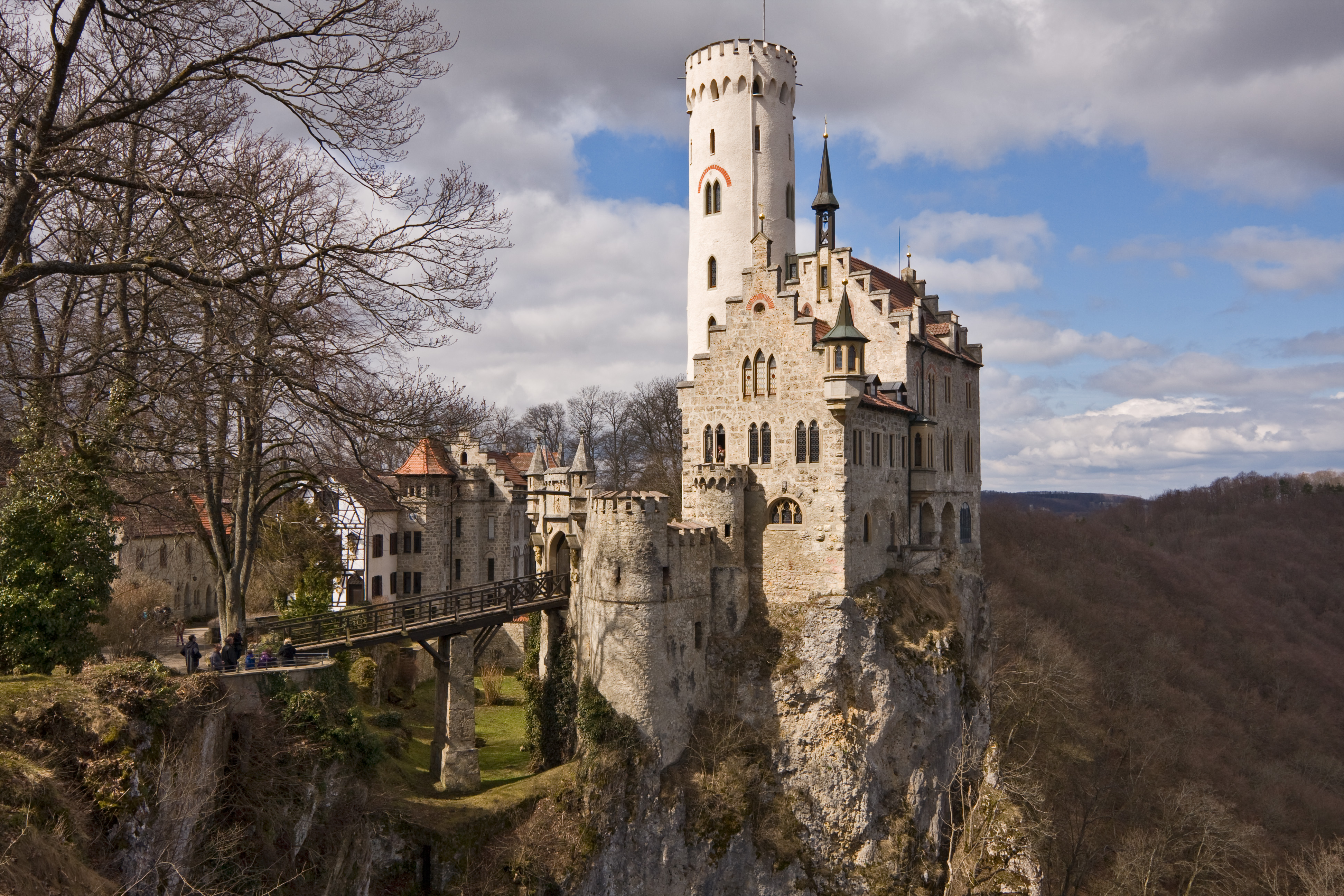
ヴュルテンベルクのリヒテンシュタイン城、1840年に初代ウラッハ公ヴィルヘルムによって再建された。

1867年にヴュルテンベルク家は、新興の系統であるウラッハ公ヴィルヘルム1世のためにウラッハ公家(中世の12世紀から12世紀の間にウラッハ伯が存在していた)を創設した。この理由はヴィルヘルムの両親は1801年に貴賤結婚をしており、このことは彼等の子息達は王国を統治することから除外されていたことを意味していたからである。そのためヴィルヘルム1世はウラッハ公家を創設した。何故ならばバード＝ウラッハは王国においては大変重要な街であり、一族とは重要な歴史的関係があったからだ。そのためウラッハ家は、1867年にヴュルテンベルク家の貴賤結婚の分家から創立した新たなる一門として誕生したと言えた。
家長は男系の長子でなければならず、32人以上の貴族の直系先祖を有し、平民ないし32人未満の貴族の直系先祖を有する貴族女性とは結婚していないと定めた独自の家内法を新たなる一門は制定した。新公家は王家の一族の“地位”を有したものの王国を統治することは出来なかった。

## リトアニア
しかしながら、ドイツを統治出来なかったにも係わらず、ウラッハ家は1918年に、リトアニア大公国、後にリトアニア王国として知られる別の国に支配者として招聘された。1918年6月4日にリトアニア協議会はドイツ貴族の2代ウラッハ公ヴィルヘルムに王位を提供することを可決した。ヴィルヘルムは1918年7月11日にリトアニア国王に選出され、ミンダウガス2世の名を受け取った。
リトアニア王国は第一次世界大戦の終わり頃（この時、リトアニアはドイツ帝国の一部であった）に短命に終わった立憲君主制が創設された。リトアニア協議会は、1918年2月16日に同国の独立を宣言したものの、ドイツ軍が駐屯し続けたことから政府、警察、その他の国家機関を作り出すことが出来なかった。
ドイツ人はリトアニアをドイツ帝国に組み込むために様々な提案を提示した、何故ならばリトアニアはドイツ帝国の前身であったプロイセン国家の祖先だったからだ。リトアニア人はこの考えに抵抗し、分離した立憲君主制が創立されることによって自らの独立が保持されることを望んだ、だからこそヴィルヘルム・フォン・ウラッハ公をリトアニア国王にするために招聘したのだ。
ミンダウガス2世の統治は、ローマ教皇ベネディクトゥス15世がヴィルヘルムの将来のリトアニア国王選出を歓迎した手紙や『ゴーター年鑑』のような異なる“貴族の登録者”で見られるようにカトリック教会並び幾つかのヨーロッパの国々に受け入れられた。
その統治は極短期間であったものの、ミンダウガス2世は最後のリトアニア国王であり、仮に君主制が復活することになるとしたら、彼の後継者が全ての君主の法に則って唯一の正当なリトアニア国王になることとなる。

## リトアニア王位継承
古ウラッハ家の慣習並びに1918年にリトアニア評議会によって課せられた要求に従うならば、ウラッハ家の家長並びにリトアニアの君主は、男系の長子で、32人以上の直系貴族の先祖を有し、平民ないし32人未満の直系貴族の先祖を有する貴族女性と結婚しておらず、軍人の肩書を有し、リトアニア語を話せてリトアニアに住むことが可能でなければならない。

## ウラッハ家の貴族の称号
ウラッハ家並びにウラッハ公領が創設されて以来、大概、公はHerzog von Urachを、その妻はHerzoginを、その息子はFürst (侯) von Urachを、 一族の全ての男子はGraf (伯) von Württembergを、一族全ての女子はFürstin von Urach並びにGräfin von Württembergと号していた。一族を歴史を通してウラッハ家は以下の称号を有していた。:
- リトアニア国王
- ウラッハ公
- ウラッハ侯
- ヴュルテンベルク伯

一族の歴史を通してヴュルテンベルク家は以下の称号を有していた。:
- ヴュルテンベルク国王
- ヴュルテンベルク侯
- ヴュルテンベルク公
- ヴュルテンベルク伯
- ヴュルテンベルク選帝侯
- 神聖ローマ帝国諸侯

## 現在
今日の家長は、ウラッハ侯ならびにヴュルテンベルク伯にしてリトアニア王位請求者であるヴィルヘルム・アルベルトである。ヴィルヘルム・アルベルトはその兄弟の中でリトアニア王位になるための全ての要求（ウラッハ家の慣習ならびにリトアニア協議会の規定）を満たしている。ヴィルヘルム・アルベルトは、歴史上の貴族および上流階級ならびにその友人たちによる連絡網、ならびに意志疎通用の特別な会合の場所であるインターナショナルオンラインコミュニティーである"ノビリタス・コンタクト"の長である。
しかしながら、弟のイニゴ・フォン・ウラッハもまたリトアニア王位請求者として推戴されている。

## 系図
|  |  |                                    |                                    |                                    |                                    | ヴュルテンベルク家                 |                                    |  |  |                                                            |                             |                             |                             |                             |                             |  |  |                               |                               |                               |                               |                               |                               |  |  |                                     |                                     |                                     |                                     |                                     |                                     |  |  |        |        |        |        |        |        |  |  |  |  |  |  |  |  |  |  |  |  |  |  |
|  |  |                                    |                                    |                                    |                                    |                                    |                                    |  |  |                                                            |                             |                             |                             |                             |                             |  |  |                               |                               |                               |                               |                               |                               |  |  |                                     |                                     |                                     |                                     |                                     |                                     |  |  |        |        |        |        |        |        |  |  |  |  |  |  |  |  |  |  |  |  |  |  |
|  |  |                                    |                                    |                                    |                                    | フリードリヒ2世 ヴュルテンベルク公 |                                    |  |  |                                                            |                             |                             |                             |                             |                             |  |  |                               |                               |                               |                               |                               |                               |  |  |                                     |                                     |                                     |                                     |                                     |                                     |  |  |        |        |        |        |        |        |  |  |  |  |  |  |  |  |  |  |  |  |  |  |
|  |  |                                    |                                    |                                    |                                    |                                    |                                    |  |  |                                                            |                             |                             |                             |                             |                             |  |  |                               |                               |                               |                               |                               |                               |  |  |                                     |                                     |                                     |                                     |                                     |                                     |  |  |        |        |        |        |        |        |  |  |  |  |  |  |  |  |  |  |  |  |  |  |
|  |  |                                    |                                    |                                    |                                    |                                    |                                    |  |  |                                                            |                             |                             |                             |                             |                             |  |  |                               |                               |                               |                               |                               |                               |  |  |                                     |                                     |                                     |                                     |                                     |                                     |  |  |        |        |        |        |        |        |  |  |  |  |  |  |  |  |  |  |  |  |  |  |
|  |  | フリードリヒ1世 ヴュルテンベルク王 | フリードリヒ1世 ヴュルテンベルク王 | フリードリヒ1世 ヴュルテンベルク王 | フリードリヒ1世 ヴュルテンベルク王 | フリードリヒ1世 ヴュルテンベルク王 | フリードリヒ1世 ヴュルテンベルク王 |  |  | ヴィルヘルム ウラッハ公家祖                                | ヴィルヘルム ウラッハ公家祖 | ヴィルヘルム ウラッハ公家祖 | ヴィルヘルム ウラッハ公家祖 | ヴィルヘルム ウラッハ公家祖 | ヴィルヘルム ウラッハ公家祖 |  |  |                               |                               |                               |                               |                               |                               |  |  |                                     |                                     |                                     |                                     |                                     |                                     |  |  |        |        |        |        |        |        |  |  |  |  |  |  |  |  |  |  |  |  |  |  |
|  |  | フリードリヒ1世 ヴュルテンベルク王 | フリードリヒ1世 ヴュルテンベルク王 | フリードリヒ1世 ヴュルテンベルク王 | フリードリヒ1世 ヴュルテンベルク王 | フリードリヒ1世 ヴュルテンベルク王 | フリードリヒ1世 ヴュルテンベルク王 |  |  | ヴィルヘルム ウラッハ公家祖                                | ヴィルヘルム ウラッハ公家祖 | ヴィルヘルム ウラッハ公家祖 | ヴィルヘルム ウラッハ公家祖 | ヴィルヘルム ウラッハ公家祖 | ヴィルヘルム ウラッハ公家祖 |  |  |                               |                               |                               |                               |                               |                               |  |  |                                     |                                     |                                     |                                     |                                     |                                     |  |  |        |        |        |        |        |        |  |  |  |  |  |  |  |  |  |  |  |  |  |  |
|  |  | ヴュルテンベルク王家               | ヴュルテンベルク王家               | ヴュルテンベルク王家               | ヴュルテンベルク王家               | ヴュルテンベルク王家               | ヴュルテンベルク王家               |  |  | ヴィルヘルム1世 ウラッハ公                                 | ヴィルヘルム1世 ウラッハ公  | ヴィルヘルム1世 ウラッハ公  | ヴィルヘルム1世 ウラッハ公  | ヴィルヘルム1世 ウラッハ公  | ヴィルヘルム1世 ウラッハ公  |  |  |                               |                               |                               |                               |                               |                               |  |  |                                     |                                     |                                     |                                     |                                     |                                     |  |  |        |        |        |        |        |        |  |  |  |  |  |  |  |  |  |  |  |  |  |  |
|  |  | ヴュルテンベルク王家               | ヴュルテンベルク王家               | ヴュルテンベルク王家               | ヴュルテンベルク王家               | ヴュルテンベルク王家               | ヴュルテンベルク王家               |  |  | ヴィルヘルム1世 ウラッハ公                                 | ヴィルヘルム1世 ウラッハ公  | ヴィルヘルム1世 ウラッハ公  | ヴィルヘルム1世 ウラッハ公  | ヴィルヘルム1世 ウラッハ公  | ヴィルヘルム1世 ウラッハ公  |  |  |                               |                               |                               |                               |                               |                               |  |  |                                     |                                     |                                     |                                     |                                     |                                     |  |  |        |        |        |        |        |        |  |  |  |  |  |  |  |  |  |  |  |  |  |  |
|  |  |                                    |                                    |                                    |                                    |                                    |                                    |  |  | ヴィルヘルム2世 ウラッハ公 リトアニア王（ミンダウガス2世） |                             |                             |                             |                             |                             |  |  |                               |                               |                               |                               |                               |                               |  |  |                                     |                                     |                                     |                                     |                                     |                                     |  |  |        |        |        |        |        |        |  |  |  |  |  |  |  |  |  |  |  |  |  |  |
|  |  |                                    |                                    |                                    |                                    |                                    |                                    |  |  |                                                            |                             |                             |                             |                             |                             |  |  |                               |                               |                               |                               |                               |                               |  |  |                                     |                                     |                                     |                                     |                                     |                                     |  |  |        |        |        |        |        |        |  |  |  |  |  |  |  |  |  |  |  |  |  |  |
|  |  |                                    |                                    |                                    |                                    |                                    |                                    |  |  |                                                            |                             |                             |                             |                             |                             |  |  |                               |                               |                               |                               |                               |                               |  |  |                                     |                                     |                                     |                                     |                                     |                                     |  |  |        |        |        |        |        |        |  |  |  |  |  |  |  |  |  |  |  |  |  |  |
|  |  |                                    |                                    |                                    |                                    |                                    |                                    |  |  | カール・ゲロ ウラッハ公                                    | カール・ゲロ ウラッハ公     | カール・ゲロ ウラッハ公     | カール・ゲロ ウラッハ公     | カール・ゲロ ウラッハ公     | カール・ゲロ ウラッハ公     |  |  | エーバーハルト                | エーバーハルト                | エーバーハルト                | エーバーハルト                | エーバーハルト                | エーバーハルト                |  |  |                                     |                                     |                                     |                                     |                                     |                                     |  |  |        |        |        |        |        |        |  |  |  |  |  |  |  |  |  |  |  |  |  |  |
|  |  |                                    |                                    |                                    |                                    |                                    |                                    |  |  | カール・ゲロ ウラッハ公                                    | カール・ゲロ ウラッハ公     | カール・ゲロ ウラッハ公     | カール・ゲロ ウラッハ公     | カール・ゲロ ウラッハ公     | カール・ゲロ ウラッハ公     |  |  | エーバーハルト                | エーバーハルト                | エーバーハルト                | エーバーハルト                | エーバーハルト                | エーバーハルト                |  |  |                                     |                                     |                                     |                                     |                                     |                                     |  |  |        |        |        |        |        |        |  |  |  |  |  |  |  |  |  |  |  |  |  |  |
|  |  |                                    |                                    |                                    |                                    |                                    |                                    |  |  |                                                            |                             |                             |                             |                             |                             |  |  |                               |                               |                               |                               |                               |                               |  |  |                                     |                                     |                                     |                                     |                                     |                                     |  |  |        |        |        |        |        |        |  |  |  |  |  |  |  |  |  |  |  |  |  |  |
|  |  |                                    |                                    |                                    |                                    |                                    |                                    |  |  |                                                            |                             |                             |                             |                             |                             |  |  | カール・アンゼルム ウラッハ公 | カール・アンゼルム ウラッハ公 | カール・アンゼルム ウラッハ公 | カール・アンゼルム ウラッハ公 | カール・アンゼルム ウラッハ公 | カール・アンゼルム ウラッハ公 |  |  | ヴィルヘルム・アルベルト ウラッハ公 | ヴィルヘルム・アルベルト ウラッハ公 | ヴィルヘルム・アルベルト ウラッハ公 | ヴィルヘルム・アルベルト ウラッハ公 | ヴィルヘルム・アルベルト ウラッハ公 | ヴィルヘルム・アルベルト ウラッハ公 |  |  | イニゴ | イニゴ | イニゴ | イニゴ | イニゴ | イニゴ |  |  |  |  |  |  |  |  |  |  |  |  |  |  |
|  |  |                                    |                                    |                                    |                                    |                                    |                                    |  |  |                                                            |                             |                             |                             |                             |                             |  |  | カール・アンゼルム ウラッハ公 | カール・アンゼルム ウラッハ公 | カール・アンゼルム ウラッハ公 | カール・アンゼルム ウラッハ公 | カール・アンゼルム ウラッハ公 | カール・アンゼルム ウラッハ公 |  |  | ヴィルヘルム・アルベルト ウラッハ公 | ヴィルヘルム・アルベルト ウラッハ公 | ヴィルヘルム・アルベルト ウラッハ公 | ヴィルヘルム・アルベルト ウラッハ公 | ヴィルヘルム・アルベルト ウラッハ公 | ヴィルヘルム・アルベルト ウラッハ公 |  |  | イニゴ | イニゴ | イニゴ | イニゴ | イニゴ | イニゴ |  |  |  |  |  |  |  |  |  |  |  |  |  |  |
|  |  |                                    |                                    |                                    |                                    |                                    |                                    |  |  |                                                            |                             |                             |                             |                             |                             |  |  |                               |                               |                               |                               |                               |                               |  |  | カール・フィリップ                  |                                     |                                     |                                     |                                     |                                     |  |  |        |        |        |        |        |        |  |  |  |  |  |  |  |  |  |  |  |  |  |  |